# Линь Сэнь
Линь Сэнь (кит. упр. 林森, пиньинь Lín Sēn; 16 марта 1868 — 1 августа 1943) — государственный деятель Китайской республики, председатель национального правительства Китая в 1931–1943 годах.

## Биография
Родился в семье среднего достатка, получил образование от американских миссионеров. Затем работал в Телеграфном бюро Тайбэя. После Первой Японо-китайской войны (1894—1895) участвовал в партизанских действиях против японских оккупантов. Затем вернулся на материк и с 1902 г. работал на Шанхайской таможне. Позже он жил на Гавайях и в Сан-Франциско. Получил образование в Калифорнийском университете в Беркли и в Колумбийском университете.
В 1905 г. вступил в Тунмэнхой и становится его зарубежным организатором. Во время Синьхайской революции руководил восстанием в Цзянси. Занимал пост спикера Сената в Национальном Собрании. После неудавшейся Второй революции против президента Юаня Шикая, бежал с Сунь Ятсеном в Японию и присоединился к созданному им Гоминьдану. Был направлен в США для сбора средств из местных отделений партии. В 1917 г. он последовал за Сунь Ятсеном в Гуанчжоу, где провел «внеочередную сессию» в рамках Движения в защиту Конституции. В период правления Бэйянского правительства, он остался с Сунь Ятсеном, а затем стал губернатором провинции Фуцзянь.
В 1931 г. по приказу Чан Кайши был арестован глава Законодательного Юаня Китайской Республики Ху Ханьминь. Линь и другие высокопоставленные чиновники призвали к импичменту Чан Кайши. Японское вторжение в Маньчжурию предотвратило начало гражданской войны, однако привело к тому, что 15 декабря Чан Кайши ушел в отставку с поста председателя Исполнительного Юаня Китайской Республики, на этот пост был назначен Линь Сэнь. Он никогда не пользовался Президентским дворцом, в котором продолжал жить его предшественник, а предпочитал свой скромный арендованный дом возле мавзолея Сунь Ятсена. Влияние Чан Кайши было практически восстановлено после Первого Шанхайского сражения (1932), когда партийное руководство осознало его востребованность.
Вскоре после вступления в должность отправился в длительную поездку, посетив Филиппины, Австралию, США, Великобританию, Германию и Францию. Проводил встречи с китайской диаспорой и партийными организациями Гоминьдана в этих странах. Это был первый заграничный визит действующего главы Китайской Республики. В то же время в 1934 г. журнал «Тайм» назвал его «марионеточным президентом Линем», подразумевая, что реальные рычаги власти находятся в руках Чан Кайши.
Внутри страны он пользовался огромным уважением, его ценили за редкое сочетание качеств для политического деятеля: отсутствие завышенных амбиций, коррупции и кумовства. Он придавал достоинство и стабильность президентской власти, в то время как другие государственные учреждения находились в состоянии хаоса. Будучи вдовцом, использовал свое положение для пропаганды моногамии и борьбы с институтом наложниц, который в 1935 г. стал наказуемым преступлением.
С началом Второй Японо-китайской войны (1937—1945) он переехал в столицу военного времени город Чунцин. Узаконил использование партизанской войны в гражданских целях, что стало лишь формальностью, поскольку на тот момент это была уже широко распространенная практика. Отверг все предложения, касающиеся сотрудничества с марионеточным прояпонским режимом в Китае.
После посещения горы Цинчжи («Зеленое растение») в Лянцзяне, Фучжоу (Фуцзянь) он назвал себя «Зеленым растением в старости» (Q 老人 Qingzhi Laoren). Памятник в его честь, установленный около горы Цинчжи, был разрушен в результате Культурной революции и был восстановлен в 1979 г.
Скончался после автомобильной аварии, приведшей к инсульту. После его смерти в память о нём уезд, в котором он родился, был переименован в «Линьсэнь».